# Желтогорлая овсянка
Желтогорлая овсянка (лат. Emberiza elegans) — певчая птица семейства овсянковых.

## Внешний вид
Единственная овсянка фауны России, у которой имеется хохолок, подобный хохолкам кардиналовых. Окраска яркая и красивая. У самца верх головы, полоса через глаз и большое пятно на груди чёрные, «бровь» и горло ярко-жёлтые, крылья и хвост бурые, спина коричневая с тёмными пестринами, надхвостье серое, грудь, брюшко и полоски по бокам хвоста белые. У самок чёрный цвет заменён буровато-чёрным, а общая окраска оперения более тусклая.

## Распространение
Гнездится в восточной Азии, на территории России встречается в Приморском и на юге Хабаровского края. На севере ареала птица перелётная.

## Образ жизни
Населяет высокотравные луга и светлые лиственные леса. Гнездится, как и большинство овсянок, на земле.

## Голос
Голос, как и у многих овсянок, — резкое циканье. Самцы хорошо поют, их песня состоит из журчащих трелей и не похожа на песни большинства овсянок.